# Sjarhej Nowikau (Boxer)
Sjarhej Uladsimirawitsch Nowikau (belarussisch Сяргей Уладзіміравіч Новікаў, russisch Сергей Владимирович Новиков, Sergei Wladimirowitsch Nowikow; * 1989) ist ein belarussischer Boxer.

## Karriere
Sjarhej Nowikau kam bei den Europameisterschaften 2013 in Minsk unter anderem gegen Hrvoje Sep ins Halbfinale, wo er kampflos gegen Nikita Iwanow mit einer Bronzemedaille ausschied. Er war somit für die Weltmeisterschaften 2013 in Almaty qualifiziert, wo er im Achtelfinale gegen Sumit Sangwan unterlag.
2014 gewann er das Umakhanov Memorial Tournament in Russland und besiegte dabei unter anderem Elshod Rasulov. 2015 startete er bei den Europaspielen 2015 in Baku, wo er in der Vorrunde ausschied.
2016 gewann er das Gee-Bee-Tournament in Finnland und nahm an der europäischen Olympiaqualifikation in Samsun teil, wo er gegen Joshua Buatsi eine Niederlage hinnehmen musste.
2017 gewann er das Viktor-Usov-Memorial-Tournament in Belarus und ging für die China Dragons in der World Series of Boxing an den Start. 
Sjarhej Nowikau ist darüber hinaus belarussischer Meister 2014 und 2015 im Halbschwergewicht sowie belarussischer Meister 2016 im Schwergewicht.
Neben seiner aktiven Karriere ist er Boxtrainer und Fitnesscoach.